# Lavochkin La-126
Lavochkin La-126 là một nguyên mẫu thử nghiệm máy bay tiêm kích của Liên Xô trong Chiến tranh Thế giới II.

## Phát triển
Mặc dù có hiệu suất vượt trội, máy bay tiêm kích Lavochkin La-7 lại có một hạn chế lớn là hầu hết khung máy bay đều làm bằng gỗ. Ngoài việc nặng hơn khung bằng kim loại, kết cấu bằng gỗ lại dễ bị mục nát và cong vênh khi tiếp xúc với môi trường, điều này đôi khi gây ra những khó chịu trong suốt chuyến bay và có thể làm toàn bộ các phi đội không thể cất cánh. Giải pháp là phải tạo ra khung hoàn toàn làm bằng kim loại. Trong lúc đó, vào năm 1944 một chiếc La-7 đã thử nghiệm thành công với những khẩu pháo Nudelman-Suranov NS-23 23 mm. Cùng lúc, TsAGI cũng đã thử nghiệm với loại cánh dòng khí chảy theo tầng. Cuối cùng, một chiếc La-7 nữa cũng được thử nghiệm với động cơ Shvetsov ASh-83 mới. Trong khi chỉ có sức mạnh lớn hơn một chút Shvetsov ASh-82FN, ASh-83 lại có hiệu suất vượt trội trên độ cao lớn. Tất cả những phát triển này đều được mang tên mới là nguyên mẫu La-120 với phần lớn cấu trúc bằng kim loại, các khẩu pháp NS-23, cánh dòng khí chảy tầng, và động cơ ASh-83. Những chuyến bay thử nghiệm bắt đầu vào 10 tháng 1 năm 1945, máy bay đạt đến vận tốc cực đại là 735 km/h (457 mph). Tuy nhiên, động cơ ASh-83 lại tỏ ra không đáng tin cậy và việc phát triển La-120 đã bị ngừng lại sau hai nguyên mẫu được chế tạo.
Thiết kế La-120 ngay lập tức được phát triển thành La-126. Máy bay được trang bị với động cơ ASh-82FN đã được chứng minh khả năng và thiết kế cánh mới được hoàn thiện, loại trừ nhu cầu về thành gỗ mỏng cho gờ trước của cánh máy bay. Đây là một sự thay đổi được ví với những thanh gỗ mỏng trên La-7 có một xu hướng triển khai không đồng đều với tác động nghiêm trọng trong việc điều khiển máy bay bằng tay. Các chuyến bay thử nghiệm của La-126 được hoàn thành vào năm 1946 với một số kết quả đáng thất vọng. Trong khi vũ khí gồm 4 khẩu pháo 23 mm NS-23 hơn hẳn La-7 với chỉ 3 khẩu 20 mm Berezin B-20 (khối lượng đạn tăng từ 3.1 kg (6.8 lb) trên La-7 lên 6 kg (13.2 lb) trên La-126), đó là cải tiến không quan trọng hiệu suất. Do đó, La-126 không bao giờ tiến tới được giai đoạn nguyên mẫu cấp nhà nước. Khái niệm về La-7 cấu tạo hoàn toàn bằng kim loại cuối cùng lại được Lavochkin La-9 thực hiện.

## Thông số kỹ thuật (La-126)

### Đặc điểm riêng
- Phi đoàn: 1
- Chiều dài: 8.63 m (28 ft 4 in)
- Sải cánh: 9.80 m (32 ft 2 in)
- Chiều cao: 3.56 m (11 ft 8 in)
- Diện tích cánh: 17.6 m² (189 ft²)
- Trọng lượng rỗng: 2.579 kg (5.686 lb)
- Trọng lượng cất cánh: 3.315 kg (7.308 lb)
- Trọng lượng cất cánh tối đa: n/a
- Động cơ: 1× Shvetsov ASh-82FN, 1.380 kW (1.850 hp)

### Hiệu suất bay
- Vận tốc cực đại: 690 km/h (430 mph)
- Tầm bay: 700 km (435 mi)
- Trần bay: 10.800 m (35.400 ft)
- Vận tốc lên cao: 17.8 m/s (3.510 ft/min)
- Lực nâng của cánh: 188 kg/m² (39 lb/ft²)
- Lực đẩy/trọng lượng: 0.42 kW/kg (0.25 hp/lb)

### Vũ khí
- 4x pháo 23 mm Nudelman-Suranov NS-23, 50 viên/khẩu

## Nội dung liên quan

### Máy bay có cùng sự phát triển
- Lavochkin La-7
- Lavochkin La-9
- Lavochkin La-130

### Máy bay có tính năng tương đương
- Focke-Wulf Fw 190

### Trình tự thiết kế
- La-120 - La-126 - La-130 - La-132 - La-134